# 中山聖子
中山　聖子（なかやま せいこ、1967年10月 - ）は日本の児童文学作家。日本児童文芸家協会会員。日本児童文学者協会会員。山口県出身、山口県宇部市在住。

## 来歴
1967年（昭和42年）、山口県生まれ。
主婦業のかたわら執筆を始め、その後、数々の文学賞を受賞。
小川未明文学賞大賞受賞作品「夏への帰り道」を加筆修正した『三人だけの山村留学』(学研)でデビュー。
秋田魁新報で連載小説「チョコミント」（2007年11月5日～12月10日)。
毎日小学生新聞での連載小説「さよなら、千代商店」（2016年6月15日～9月）が、2018年2月に『さよなら、ぼくらの千代商店』として、岩崎書店より刊行された。
朝日小学生新聞で連載小説「この手はいつか」（2024年7月1日～9月）。

## 受賞歴
- 2000年　アンデルセンのメルヘン大賞　入賞
- 2004年　「夏への帰り道」　第13回小川未明文学賞　大賞（出版名『三人だけの山村留学』学研）
- 2004年　椋鳩十記念伊那谷童話賞　準大賞
- 2005年　「心音」　第15回ゆきのまち幻想文学賞
- 2007年　「チョコミント」　第24回さきがけ文学賞（『チョコミント』学研）
- 2008年　「コスモス」　第1回角川学芸児童文学賞（出版名『奇跡の犬 コスモスにありがとう』角川学芸出版。日本動物愛護協会推薦図書。）
- 2021年　『雷のあとに』文研出版　第45回日本児童文芸家協会賞

## 著作
- 三人だけの山村留学（学研）2005
- チョコミント（学研）2008
- 奇跡の犬 コスモスにありがとう(角川学芸出版)2010
- ツチノコ温泉へようこそ(福音館書店)2013
- 迷宮ヶ丘一丁目　窓辺の少年（アンソロジー）(偕成社)2013
- 春の海、スナメリの浜(佼成出版社)2013
- ふわふわ　白鳥たちの消えた冬(福音館書店)2013
- べんり屋、寺岡の夏。(文研出版)2013
- だれがアケル!? 恐怖のトビラ（アンソロジー）(PHP研究所)2014
- 迷宮ヶ丘八丁目　風邪を一ダース（アンソロジー）(偕成社)2014
- べんり屋、寺岡の秋。(文研出版)2015
- べんり屋、寺岡の冬。(文研出版)2015
- べんり屋、寺岡の春。(文研出版)2016
- さよなら、ぼくらの千代商店(岩崎書店)2018
- その景色をさがして(PHP研究所)2018
- きっと、物語はよりそう（アンソロジー）(偕成社)2020
- 雷のあとに (文研出版)2020
- パパはカッパか!?(文研出版)2021
- はっけよい、子ガッパ!(文研出版)2022
- 尊敬する人はいません(今のところ)(文研出版)2023
- 再会の日に(岩崎書店)2024
- この手はいつか(文研出版)2025